# 스즈하라 미란
스즈하라 미란(일본어: 鈴原 みらん, 1999년 3월 30일~)은 일본의 AV 여배우이다.